# Albertina Federica di Baden-Durlach
Albertina Federica di Baden-Durlach (Durlach, 3 luglio 1682 – Amburgo, 22 dicembre 1755) è stata una principessa tedesca.
Era la figlia di Federico VII, margravio di Baden-Durlach e di sua moglie la Duchessa Augusta Maria di Holstein-Gottorp. Ha sposato Cristiano Augusto di Holstein-Gottorp, principe di Eutin.

## Biografia
Nel 1726, suo marito morì, e suo figlio salì al trono. Un anno dopo, morì senza figli e il figlio più piccolo, Adolfo Federico, salì al trono. Adolfo Federico era minorenne, ma è stato permesso di governare "con il sostegno di sua madre" e di orientamento. Anche lei gli ha dato le sue proprietà Stendorf, Mönch-Neversdorf Lenzahn e di fornirgli un reddito.
Attraverso la sua nonna paterna, la contessa Palatina Cristina Maddalena di Zweibrücken, una sorella del re Carlo X di Svezia, Albertina Federica discendeva dalla casa reale svedese, ed è per questo che suo figlio nel 1743 venne eletto come l'erede al trono di Svezia.

## Figli
- Edvige Sofia Augusta (9 ottobre 1705 - 4 ottobre 1764), badessa di Herford dal 1750;
- Carlo Augusto (26 novembre 1706 - 31 maggio 1727), fidanzato con la Granduchessa Elisabetta Petrovna di Russia;
- Federica Amalia (12 gennaio 1708 - 19 gennaio 1782), una suora a Quedlinburg;
- Anna (3 febbraio 1709 - 2 febbraio 1758), sposò Guglielmo, duca di Sassonia-Gotha;
- Adolfo Federico di Eutin (14 maggio 1710 - 12 aprile 1771), divenne principe ereditario di Svezia nel 1743, e poi ascese al trono come re di Svezia nel 1751.
- Federico Augusto di Eutin (20 settembre 1711 - 6 luglio 1785), vescovo di Lubecca dopo Adolfo Federico. Nel 1773, ricevette il ducato di Oldenburg e la contea di Delmenhorst dal suo giovane cugino, che sarebbe diventato il Granducato di Oldenburg;
- Giovanna Elisabetta (24 ottobre 1712 - 30 maggio 1760), sposò Cristiano Augusto, principe di Anhalt-Zerbst, e madre di Caterina la Grande, imperatrice di Russia;
- Cristiano Guglielmo (20 settembre 1716 - 26 giugno 1719);
- Federico Corrado (12 marzo 1718 - 1719);
- Giorgio (16 marzo 1719 - 7 settembre 1763).

## Ascendenza
|                                                        |                                     |                                                       | Genitori                               |  |  | Nonni |  |  | Bisnonni                    |  |  | Trisnonni                         |  |
|                                                        |                                     |                                                       |                                        |  |  |       |  |  | Federico V di Baden-Durlach |  |  | Giorgio Federico di Baden-Durlach |  |
|                                                        |                                     |                                                       |                                        |  |  |       |  |  | Federico V di Baden-Durlach |  |  | Giorgio Federico di Baden-Durlach |  |
|                                                        |                                     | Giuliana di Salm-Neuville                             |                                        |  |  |       |  |  | Federico V di Baden-Durlach |  |  |                                   |  |
| Federico VI di Baden-Durlach                           |                                     |                                                       |                                        |  |  |       |  |  | Federico V di Baden-Durlach |  |  |                                   |  |
|                                                        |                                     | Barbara di Württemberg                                | Federico I di Württemberg              |  |  |       |  |  |                             |  |  |                                   |  |
|                                                        |                                     | Barbara di Württemberg                                | Federico I di Württemberg              |  |  |       |  |  |                             |  |  |                                   |  |
|                                                        |                                     | Barbara di Württemberg                                | Sibilla di Anhalt                      |  |  |       |  |  |                             |  |  |                                   |  |
| Federico VII di Baden-Durlach                          |                                     | Barbara di Württemberg                                |                                        |  |  |       |  |  |                             |  |  |                                   |  |
|                                                        |                                     | Giovanni Casimiro del Palatinato-Zweibrücken-Kleeburg | Giovanni I del Palatinato-Zweibrücken  |  |  |       |  |  |                             |  |  |                                   |  |
|                                                        |                                     | Giovanni Casimiro del Palatinato-Zweibrücken-Kleeburg | Giovanni I del Palatinato-Zweibrücken  |  |  |       |  |  |                             |  |  |                                   |  |
|                                                        |                                     | Giovanni Casimiro del Palatinato-Zweibrücken-Kleeburg | Maddalena di Jülich-Kleve-Berg         |  |  |       |  |  |                             |  |  |                                   |  |
| Cristina Maddalena del Palatinato-Zweibrücken-Kleeburg |                                     | Giovanni Casimiro del Palatinato-Zweibrücken-Kleeburg |                                        |  |  |       |  |  |                             |  |  |                                   |  |
|                                                        |                                     | Caterina di Svezia                                    | Carlo IX di Svezia                     |  |  |       |  |  |                             |  |  |                                   |  |
|                                                        |                                     | Caterina di Svezia                                    | Carlo IX di Svezia                     |  |  |       |  |  |                             |  |  |                                   |  |
|                                                        |                                     | Caterina di Svezia                                    | Anna Maria di Wittelsbach-Simmern      |  |  |       |  |  |                             |  |  |                                   |  |
| Albertina Federica di Baden-Durlach                    |                                     | Caterina di Svezia                                    |                                        |  |  |       |  |  |                             |  |  |                                   |  |
|                                                        | Giovanni Adolfo di Holstein-Gottorp | Adolfo di Holstein-Gottorp                            |                                        |  |  |       |  |  |                             |  |  |                                   |  |
|                                                        | Giovanni Adolfo di Holstein-Gottorp | Adolfo di Holstein-Gottorp                            |                                        |  |  |       |  |  |                             |  |  |                                   |  |
|                                                        | Giovanni Adolfo di Holstein-Gottorp | Cristina d'Assia                                      |                                        |  |  |       |  |  |                             |  |  |                                   |  |
| Federico III di Holstein-Gottorp                       | Giovanni Adolfo di Holstein-Gottorp |                                                       |                                        |  |  |       |  |  |                             |  |  |                                   |  |
|                                                        |                                     | Augusta di Danimarca                                  | Federico II di Danimarca               |  |  |       |  |  |                             |  |  |                                   |  |
|                                                        |                                     | Augusta di Danimarca                                  | Federico II di Danimarca               |  |  |       |  |  |                             |  |  |                                   |  |
|                                                        |                                     | Augusta di Danimarca                                  | Sofia di Meclemburgo-Güstrow           |  |  |       |  |  |                             |  |  |                                   |  |
| Augusta Maria di Holstein-Gottorp                      |                                     | Augusta di Danimarca                                  |                                        |  |  |       |  |  |                             |  |  |                                   |  |
|                                                        |                                     | Giovanni Giorgio I di Sassonia                        | Cristiano I di Sassonia                |  |  |       |  |  |                             |  |  |                                   |  |
|                                                        |                                     | Giovanni Giorgio I di Sassonia                        | Cristiano I di Sassonia                |  |  |       |  |  |                             |  |  |                                   |  |
|                                                        |                                     | Giovanni Giorgio I di Sassonia                        | Sofia di Brandeburgo                   |  |  |       |  |  |                             |  |  |                                   |  |
| Maria Elisabetta di Sassonia                           |                                     | Giovanni Giorgio I di Sassonia                        |                                        |  |  |       |  |  |                             |  |  |                                   |  |
|                                                        |                                     | Maddalena Sibilla di Hohenzollern                     | Gioacchino III Federico di Brandeburgo |  |  |       |  |  |                             |  |  |                                   |  |
|                                                        |                                     | Maddalena Sibilla di Hohenzollern                     | Gioacchino III Federico di Brandeburgo |  |  |       |  |  |                             |  |  |                                   |  |
|                                                        |                                     | Maddalena Sibilla di Hohenzollern                     | Caterina di Brandeburgo-Küstrin        |  |  |       |  |  |                             |  |  |                                   |  |
|                                                        |                                     | Maddalena Sibilla di Hohenzollern                     |                                        |  |  |       |  |  |                             |  |  |                                   |  |